# Primera División de hockey sobre patines 1969-70
La Primera División 1969-1970 fue la 1ª edición del torneo de segundo nivel del campeonato español de hockey sobre patines. Fue organizado por la  Real Federación Española de Patinaje.
Esta categoría estuvo compuesta por un solo grupo con 12 equipos enfrentándose en formato de liga a doble vuelta, ascendiendo los dos primeros clasificados a la División de Honor (primer nivel del campeonato), jugando una promoción de ascenso el tercer y cuarto clasificados, y descendiendo los dos últimos a la Segunda División (tercer nivel del campeonato).

## Equipos participantes
| Club                        | Localidad | Pabellón    | Temporada anterior |
| --------------------------- | --------- | ----------- | ------------------ |
| Club Atlético Montemar      | Alicante  |             |                    |
| Picadero Jockey Club        | Barcelona |             |                    |
| Unión Deportiva Horta       | Barcelona |             |                    |
| El Abra Bilbao              | Bilbao    |             |                    |
| Club Patín Calafell         | Calafell  |             |                    |
| Gerona Club de Hockey       | Gerona    |             |                    |
| Club Deportivo Femsa Madrid | Madrid    | Pista FEMSA |                    |
| Club Patín Cibeles          | Oviedo    |             |                    |
| Patín Club Salamanca        | Salamanca |             |                    |
| Sferic Tarrasa              | Tarrasa   |             |                    |
| Agustinos SEU Valencia      | Valencia  |             |                    |
| Club Patín Vic              | Vich      |             |                    |

## Clasificación final
|  | Pos. | Equipo                      | Pt | J  | G  | E | P  | GF  | GC  | DG  |
|  | ---- | --------------------------- | -- | -- | -- | - | -- | --- | --- | --- |
|  | 1.   | Club Deportivo Femsa Madrid | 38 | 22 | 18 | 2 | 2  | 145 | 75  | +70 |
|  | 2.   | Club Patín Vic              | 34 | 22 | 16 | 2 | 4  | 102 | 60  | +40 |
|  | 3.   | Club Patín Calafell         | 26 | 22 | 13 | 0 | 9  | 99  | 60  | +39 |
|  | 4.   | Club Patín Cibeles          | 26 | 22 | 11 | 4 | 7  | 75  | 86  | -11 |
|  | 5.   | Picadero Jockey Club        | 25 | 22 | 12 | 1 | 9  | 81  | 67  | +14 |
|  | 6.   | Sferic Tarrasa              | 21 | 22 | 10 | 1 | 11 | 97  | 91  | +6  |
|  | 7.   | Club Atlético Montemar      | 20 | 22 | 8  | 4 | 10 | 74  | 79  | -5  |
|  | 8.   | Unión Deportiva Horta       | 16 | 22 | 8  | 0 | 14 | 68  | 84  | -16 |
|  | 9.   | Patín Club Salamanca        | 16 | 22 | 7  | 2 | 13 | 73  | 100 | -27 |
|  | 10.  | El Abra Bilbao              | 15 | 22 | 7  | 1 | 14 | 60  | 95  | -35 |
|  | 11.  | Gerona Club de Hockey       | 14 | 22 | 7  | 0 | 15 | 61  | 95  | -34 |
|  | 12.  | Agustinos SEU Valencia      | 13 | 22 | 5  | 3 | 14 | 41  | 84  | -43 |

Leyenda:
      Asciende a División de Honor 1970/71.
      Disputa la promoción a División de Honor 1970/71.
      Desciende a Segunda División 1970/71.
Notas:
Dos puntos por victoria, uno por empate, cero por derrota.
Se disputó una promoción de ascenso entre el Club Patín Calafell -tercer clasificado- y el Sentmenat -undécimo clasificado de la División de Honor-, y otra entre el Club Patín Cibeles -cuarto clasificado- y el Igualada -duodécimo clasificado de la División de Honor-, siendo ambas ganadas por los equipos de la categoría superior.
El Picadero Jockey Club a pesar de haber obtenido la permanencia, renunció a participar en la competición la siguiente temporada, lo que permitió que el Gerona Club de Hockey ocupara su plaza evitando así el descenso a Segunda División.

## Ascensos y descensos
| Variación                                  | Equipos                                    |
| ------------------------------------------ | ------------------------------------------ |
| Ascienden a División de Honor 1970/71      | Club Deportivo Femsa Madrid Club Patín Vic |
| Descienden a Segunda División 1970/71      | Agustinos SEU Valencia                     |
| Ascienden desde Segunda División 1969/70   | Club Patín Claret C.H. Caldes              |
| Descienden desde División de Honor 1969/70 | Club Patín Vilanova U.D. Coma Cros Salt    |